# Belinchón
Belinchón település Spanyolországban, Cuenca tartományban. Belinchón Estremera, Barajas de Melo, Huelves, Tarancón, Santa Cruz de la Zarza és Zarza de Tajo községekkel határos. Lakosainak száma 437 fő (2024).

## Népesség
A település lakosságának változását az alábbi diagram mutatja:
| Lakosok száma | 365  | 351  | 354  | 366  | 369  | 365  | 337  | 334  | 369  | 437  |
|               | 2001 | 2004 | 2006 | 2009 | 2011 | 2014 | 2016 | 2019 | 2021 | 2024 |